# فلاویو مانزونی
فلاویو مانزونی (به ایتالیایی: Flavio Manzoni؛ زادهٔ ۷ ژانویه ۱۹۶۵ در نورو، ساردینیا) معمار و طراح خودرو ایتالیایی است. او از ژانویه ۲۰۱۰ معاون ارشد طراحی فراری است و در ایجاد بسیاری از مدل‌های فراری از جمله فراری اف۱۲برلینتا با همکاری پینینفارینا رهبری کرده است. لافراری، اولین خودروی هیبرید فراری نیز از مداد او متولد شد؛ و در سال ۲۰۱۴ جایزه پرگار طلا را برای پروژه اف‌۱۲برلینتا (به همراه پینینفارینا و مرکز طراحی فراری) به دست آورد.